# Lars Kreuzer
Lars Kreuzer (* 8. Januar 1971) ist ein früherer deutscher Biathlet.
Lars Kreuzer war Ende der 1980er und Anfang der 1990er Jahre im Juniorenbereich erfolgreich. Bei den Junioren-Weltmeisterschaften 1990 gewann er an der Seite von Ricco Groß, Peter Sendel und Carsten Heymann mit der Staffel der DDR die Goldmedaille. In der Mitte der 1990er Jahre war Kreuzer auch bei den Erwachsenen erfolgreich aktiv. Seinen ersten großen Erfolg erreichte er mit dem zweiten Rang hinter Ulf Karkoschka in der Gesamtwertung des Biathlon-Europacup 1994/95. In der Saison darauf wurde Kreuzer dreimal im Biathlon-Weltcup eingesetzt. Sein Debüt bei einem Sprint in Östersund beendete er als 43. Das beste Weltcup-Resultat erreichte er als 31. in einem Einzel am Holmenkollen in Oslo. Bei den Biathlon-Europameisterschaften 1995 gewann er mit René König, Markus Quappig und Marco Morgenstern hinter der belarussischen Staffel Silber. Zwei Jahre später gewann er mit Karkoschka, Holger Schönthier und Morgenstern die Goldmedaille.

## Biathlon-Weltcup-Platzierungen
| Platzierung | Einzel | Sprint | Verfolgung | Massenstart | Staffel | Gesamt |
| ----------- | ------ | ------ | ---------- | ----------- | ------- | ------ |
| 1. Platz    |        |        |            |             |         |        |
| 2. Platz    |        |        |            |             |         |        |
| 3. Platz    |        |        |            |             |         |        |
| Top 10      |        |        |            |             |         |        |
| Punkte      |        |        |            |             |         |        |
| Starts      | 1      | 2      |            |             |         | 3      |

(möglicherweise sind die Daten nicht komplett)

## Belege
1. ↑  Junioren-WM-Ergebnisse Herren. biathlon-online.de, 7. Februar 2008, abgerufen am 11. September 2012.
2. ↑  http://www.sport-komplett.de/sport-komplett/sportarten/b/biathlon/hst/23.html

| Personendaten    | Personendaten      |
| ---------------- | ------------------ |
| NAME             | Kreuzer, Lars      |
| KURZBESCHREIBUNG | deutscher Biathlet |
| GEBURTSDATUM     | 8. Januar 1971     |